# Czarny świt (film 2005)
Czarny świt (ang. Black Dawn) – amerykański film sensacyjny z 2005 roku. 

## Treść
Amerykańskie służby specjalne odkrywają, że były agent CIA, Jonathan Cold, który został uznany za zmarłego, nie tylko żyje, ale pomaga terrorystom. Cold najpierw uwalnia z więzienia niebezpiecznego handlarza bronią, następnie pomaga grupie terrorystów wejść w posiadanie broni nuklearnej, która ma być użyta do ataku na Stany Zjednoczone.

## Obsada
- Steven Seagal: Jonathan Cold
- Tamara Davies: Amanda Stuart
- John Pyper-Ferguson: James Donovan
- Julian Stone: Michael Donovan
- Roman Varshavsky: Fedor
- Noa Hegesh: Julia
- Warren Derosa: Sergej
- Angela Gots: Stazi